# Aniliniumchloride
Aniliniumchloride is een aromatisch ammonium-zout. De verbinding is een van de meer bekende anilinium-zouten.

## Synthese
Aniliniumchloride kan bereid worden door reactie van aniline met geconcentreerd zoutzuur:
{\displaystyle \mathrm {C_{6}H_{5}NH_{2}\ +\ HCl\ \longrightarrow \ C_{6}H_{5}NH_{3}^{+}\ +\ Cl^{-}} }

## Toepassingen
Een van de toepassingen van de verbinding is in de organische synthese: er kan een zuur in een verder niet protisch oplosmiddel geïntroduceerd worden.